# STRING
STRING (сокр. от англ. Search Tool for the Retrieval of Interacting Genes/Proteins) — база данных и веб-ресурс для поиска информации об известных и предсказанных белок-белковых взаимодействиях.
STRING обобщает информацию из различных источников: экспериментальные данные, литературные данные и предсказания de novo. Версия 10 содержит информацию о взаимодействиях 9 643 763 белков в 2031 виде организмов, от бактерий и архей до человека. База данных регулярно обновляется и доступна для свободного скачивания.
STRING разработан консорциумом европейских университетов CPR, EMBL, KU, SIB, TUD и UZH.

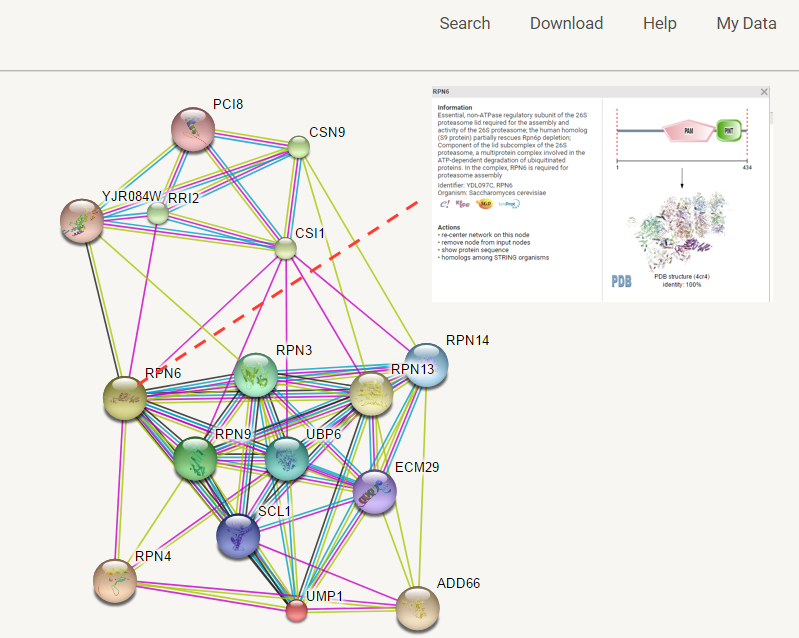
Представление сети в STRING. На комбинированных скриншотах с сайта STRING отображены результаты запроса по подмножеству белков принадлежащих к двум различным белковым комплексам у дрожжей (сигнальная КС-9, а также протеасома). Цветные линии между белками указывают на различные типы доказательств взаимодействия. Увеличенные узлы белка указывают на доступность информации о трехмерной структуре белка.
Вставка сверху справа: для каждого белка доступна дополнительная информация, которая включает аннотации, перекрестные ссылки и доменные структуры.